# Co-branding

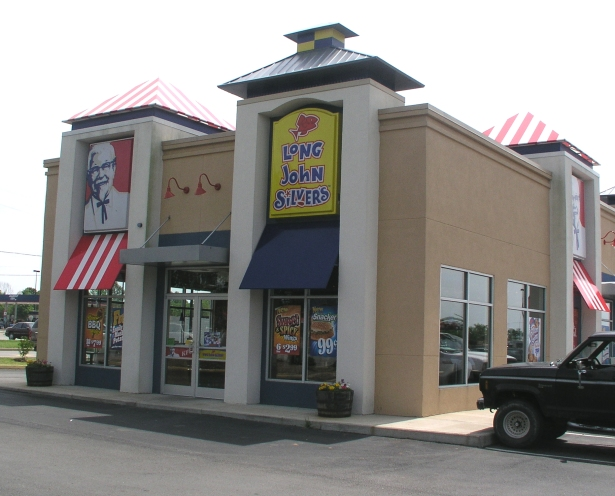
KFC en Long John Silver's in een voor de buitenwereld duidelijk herkenbare samenwerking

Co-branding is een marketingterm voor een voor de buitenwereld duidelijk herkenbare (al dan niet tijdelijke) samenwerking tussen verschillende merken. Het is in de jaren zestig van de twintigste eeuw ontstaan in de Amerikaanse voedingsindustrie. Aan het begin van de 21e eeuw staat co-branding nog steeds volop in de belangstelling. Een deel van de verklaring hiervoor kan gezocht worden in het steeds moeilijker en kostbaarder worden van het creëren van compleet nieuwe merken.

## Vormen van co-branding
Er bestaat geen eenduidige definitie voor de term ‘co-branding’. Allianties komen voor in alle soorten en maten en op allerlei verschillende wijze. Vrijwel altijd betreft co-branding merken die niet direct met elkaar concurreren.
Sommige marketeers maken een duidelijk onderscheid tussen een 'strategische alliantie' (bijvoorbeeld Senseo & BeerTender) en een co-brand (bijvoorbeeld Heinz & Lays chips). Laatstgenoemde voorbeeld is veel minder omvattend en valt volgens hen dus onder co-branding.
Andere marketeers vinden beide vormen onder co-branding vallen. Ook de klassieke vorm van ingrediënt-branding (bijvoorbeeld het gebruik van Gore Tex in een Tenson jas of het gebruik van Nutrasweet in softdrinks) wordt door sommigen tot co-branding gerekend.
Philips neemt een pioniersrol in als het gaat om co-branding; met wisselend succes heeft het bedrijf tot op heden met behulp van co-branding nieuwe producten in de markt gezet. Het succes van de Senseo is bekend, maar Philips ging eerder de mist in met onder andere een walkman in samenwerking met Nike en een scheerapparaat in samenwerking met Nivea. Ook lanceerde het bedrijf uit Eindhoven een strijkbout, ontwikkeld in samenwerking met Robijn. In 2005 lanceerde Philips een concurrent voor de BeerTender, de thuistap van Heineken en Krups.

## Voordelen
Bij succesvolle co-branding treedt er synergie tussen beide merken op, waardoor een hogere omzet (hogere prijs en/of hogere volumes) gegenereerd wordt dan wanneer een product of dienst slechts onder één merk vermarkt zou worden.
Het voordeel van co-branding komt vooral tot uiting als de eigenaar van het ene merk de geloofwaardigheid van een ander merk kan lenen voor zijn product of dienst. Bij succesvolle co-branding wordt in de beleving van de consument een nieuw en geloofwaardig (deel)merk neergezet.

## Voorbeelden van co-branding
Co-branding komt tegenwoordig in de meeste sectoren voor. Opvallend hierbij is dat vooral Philips een erg actieve speler in de (Nederlandse) markt is. Enkele voorbeelden zijn:

### Automobielen
- Citroën Saxo + Radio 538
- Land Rover / Gant
- Renault + Total motorolie
- Shell + Ferrari V-Power
- Sloggi + Daewoo
- Swatch + Mercedes-Benz (van toen nog Daimler-Benz) tot Smart
- Toyota Yaris + Idols[1]

### Consumentenelektronica
- Braun + Oral-B met elektrische tandenborstels
- Heineken + Krups met de BeerTender
- Philips + Jordan met de Sensiflex tandenborstel
- Philips + Douwe Egberts met de Senseo (voorheen Senseo Crema)
- Philips + InBev met de PerfectDraft thuisbiertap
- Philips + Nike met mp3-spelers
- Philips + Alessi met huishoudelijke apparaten
- Philips + Whirlpool met huishoudelijke apparaten
- Philips + Nivea met Coolskin scheerapparaten
- Philips + Robijn met het Perfective Strijkijzer

### Financiële diensten
- ABN AMRO Ajax rekening
- ABN AMRO DE Café
- Creditcards met bijvoorbeeld ANWB

### Voedingsmiddelen
- Campina + Douwe Egberts / Café Fresco
- Häagen-Dazs / Baileys ijs
- Heinz / Lays ketchup chips
- Hertog / Milka ijs
- Hertog / Toblerone ijs
- McDonald's + Friesche Vlag Breaker (McBreaker)

### Wasmiddelen
- Ariël + Eneco Koud water actief
- Ariël + Whirlpool wasmiddel
- Omo + Miele en Bijenkorf

### Overige voorbeelden
- Nuon / Albert Heijn stroom
- Telfort & ID&T Mobiele abonnementen